# Berwoutsmoer
Berwoutsmoer is een, inmiddels verdwenen, dertiende-eeuwse nederzetting die in 1979 werd ontdekt op het tegenwoordige eiland Goeree-Overflakkee nabij Ooltgensplaat in de Nederlandse provincie Zuid-Holland.

## Ontstaan
Rond het jaar 1200 bestond Goeree-Overflakkee uit een aantal afzonderlijke eilandjes, die nog niet bedijkt waren, zodat het water vrij spel had. Een van deze eilandjes had veel begroeiing en was zo aangeslibd, dat het alleen overstroomde bij uitzonderlijk hoog water. Zo ontstond een veengebied. Dit veengebied, Berwoutsmoer genaamd, werd doorkruist door drie rivieren, de Striene, de Tille en de Beninge. Drie aftakkingen van de Maas, waardoor het eilandje goed bereikbaar was. Rond 1200 was er veel te verdienen met veendelving, en daarom stelde de heer van Putten op 6 juni 1237 een akte op om het gebied te ontginnen. Berwoutsmoer was hiervoor geschikt omdat het een veengebied was, dat goed bereikbaar was. Een tiende van de opbrengst moest door de verveners worden afgestaan, en zou gaan naar de elect, oftewel bisschop Otto III van Utrecht, die dit weer schonk aan het kapittel van St. Pieter te Utrecht, om zielmissen voor hemzelf en zijn broer, graaf Floris V van Holland, te betalen. 

## Inwoners
De heer van Putten besloot om Berwoutsmoer te laten ontginnen voor landbouw, maar vooral ook ter moernering. Dat betekent dat er turf gewonnen werd waaruit het zout werd onttrokken door verbranding. Dat was heel winstgevend. Het land werd daarna geschikt gemaakt voor landbouw of het weiden van vee. Voor dit werk trokken er mensen naar Berwoutsmoer, ze kwamen waarschijnlijk uit Brabant. Ze vestigden zich langs de kreken die rond Berwoutsmoer liggen, ontgonnen het land en bouwden onderkomens, zo ontstond een nederzetting. De veenwerkers werden ook boer, gingen vissen en hielden schapen. De belangrijkste bron van inkomsten bleef de turfwinning. Berwoutsmoer overstroomde vaak, daarom waren er waarschijnlijk vrijwel alleen mensen aanwezig in de zomermaanden. Verder werden er vluchtheuvels opgeworpen, zogeheten vloedhillen of stellen. Er waren daar putten waar drinkwater voor dier en mens in verzameld werd. Uit archeologische vondsten blijkt dat de bewoners konden schrijven, handel dreven, en dat de gemeenschap gelovig was.

## Veen-, turf- en zoutwinning
In het gebied waar Berwoutsmoer lag, was onder een dunne kleilaag met zout water doordrenkt veen aanwezig. Voor er gemoerd kon worden, werd de kleilaag weggehaald, en werden er dijken van gemaakt om bescherming te bieden tegen hoogwater. Na het weghalen van de kleilaag werd het veen, dat ook wel darink of derrie genoemd werd, uitgegraven, en op stapels te drogen gelegd. Het drogende veen werd turf. Deze turfwinning wordt ook wel darinkdelven of moeren genoemd. Uit het met zeewater doordrenkte veen werd zout gewonnen. Daarvoor werd de turf verbrand tot as die naar zoutziederij in Brielle, Zierikzee of Zevenbergen gebracht werd. De as werd daar bewerkt tot er zout overbleef. Met kleine platboomd scheepjes, zoals vletten en clinkers, werd as van onder meer Berwoutsmoer naar de ziederijen gevaren. 

## Nederzetting
In 1979 ontdekte men de nederzetting die eeuwen onder het gors verborgen was geweest. De archeologische vereniging 'De Motte' begon een onderzoek. 
Ondanks de eeuwenlang regelmatig voorkomende overstromingen zijn resten van twee huizen in Berwoutsmoer teruggevonden. Ze waren afgedekt met een laag klei waardoor de onderste delen van de wanden en het loopvlak van de huizen bewaard zijn gebleven. De muren van de huizen zijn gemaakt van veenplaggen. Op sommige plaatsen zijn de plaggen versterkt met vlechtwerk. Daken zijn niet teruggevonden maar waren waarschijnlijk van stro of riet. De huizen zijn beide ongeveer vier meter breed en 9 meter lang. Midden in de woning was een vuurplaats, dit is te zien aan de brandresten in de vloer. De rook ging door een opening in het dak naar buiten. De huizen stonden op de oevers van een dichtgeslibd kreekje, aan iedere zijde een. 

## Vondsten
Bij de woningen zijn er veel voorwerpen gevonden:
Keukengerei
- Kookpotten, tondeksels, steelpannen, een voorraadpot, een bord, een nap, een lepel, een spaan, een spitlegger en een vuurklok.

Gereedschap
- Naaldenkoker, hamerkop, mesheften, messchedes, netdrijvers en een netverzwaring, spinsteen met  spinlood, spinhout en een spinrokken, lakenloden, spelden, vingerhoed, vijzels, wetsteen, overschoen, nokschoenen en een wiel.

Diverse metalen voorwerpen
- Mantelspeld, kledinghaak, gordelsluiting, riemtongen, gespen, broches, tinnen soldaat, penningen, munten en sleutels.

Overige vondsten
- Koten, boekbeslagen, leerbeslag, pelgrimstekens en een wastafeltje.